# Avantreno (artiglieria)

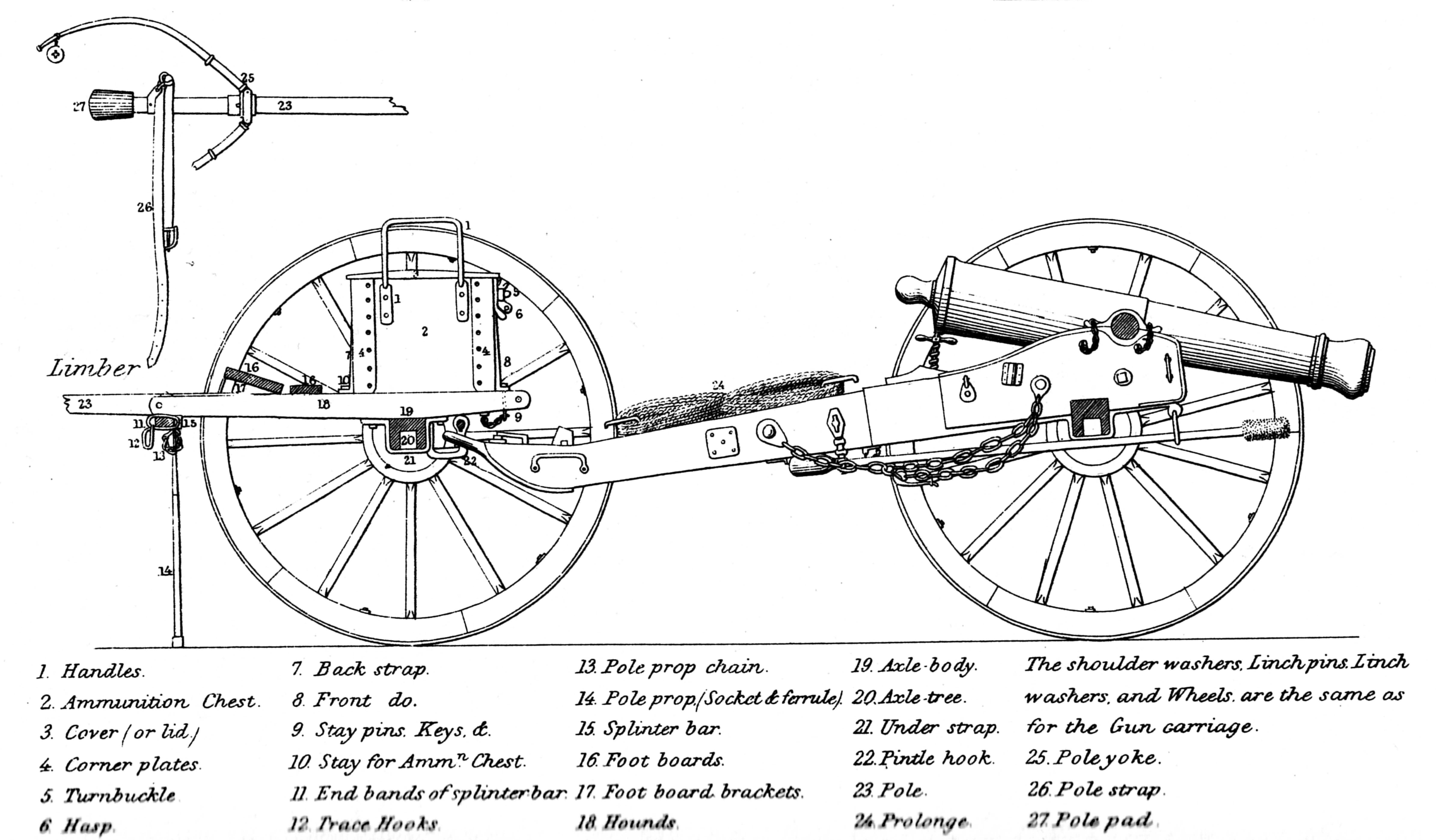
Vista laterale di una "vettura d'artiglieria" del 1864: l'avantreno è la parte a sinistra

L'avantreno è un piccolo carro a due ruote utilizzato per il traino (animale o meccanico) dei pezzi d'artiglieria, e costituisce la parte anteriore della "vettura d'artiglieria" (l'insieme di avantreno e pezzo d'artiglieria). 
L'avantreno è collegato alla coda dell'affusto del pezzo d'artiglieria mediante un grosso perno (maschio) verticale, collocato lungo il suo asse e da cui facilmente se ne può separare; sovente l'avantreno è dotato di contenitori per il trasporto di munizioni nonché di sedili per ospitare alcuni degli artiglieri del pezzo, e di ganci e sostegni per il trasporto di attrezzi vari. Gli avantreni più moderni erano dotati anche di scudi metallici per fornire protezione ai serventi del pezzo.
Gli avantreni erano tipici nelle vetture d'artiglieria del periodo fino alla seconda guerra mondiale; con l'adozione generalizzata del traino meccanico (quando il motore è costituito da un autocarro), sia per le artiglierie autoportate che per le artiglieria autotrainate l'avantreno è stato soppresso, visto che per il traino l'affusto è unito direttamente alla parte posteriore dell'autocarro e le munizioni vengono portate dall'autocarro stesso. 

## Tipologie
Occorre distinguere vari tipi di avantreni, a seconda della specie di vettura alla quale sono destinati.
- Avantreno da campagna: destinato a trainare con motore animale i pezzi ed i carri per munizioni dell'artiglieria da campagna, sia leggera che pesante.
- Avantreno di carreggio: destinato al traino del carreggio di batteria (carri da trasporto ordinari, da batteria, da foraggio, bagaglio), della fucina e del carriagio per parchi di artiglieria; oltre differenze sensibili di costruzione questi avantreni non hanno cofani ed il maschio è situato nel piano della sala.
- Avantreno per artiglierie pesanti: serve per il traino delle artiglierie pesanti, sia quando sono incavalcate su affusti a ruote, sia quando sono incavalcate su affusti di un'altra specie, adattabili convenientemente per il traino con l'aggiunta speciale di una sala con due ruote; oltre ad avere una maggiore robustezza in genere e dall'essere sprovvisti di cofano, differisce dall'avantreno da campagna per la speciale costruzione e per avere il maschio situato in un piano di poco retrostante al piano di sala.